# 三浦芳聖
三浦 芳聖（みうら よしまさ、1904年〈明治37年〉9月17日 - 1971年〈昭和46年〉3月30日）は、第二次世界大戦で日本が降伏した後に、南朝正統の皇胤であることを主張した「自称天皇」の一人。三浦天皇、または芳聖天皇、号神龍。

## 生涯
南朝には、1336年（延元元年）10月に後醍醐天皇から皇位を継承して北陸に落ちた内伝の皇統（北陸朝廷）と、後醍醐天皇が陽動作戦のために吉野に設けた偽装朝廷である副統の「正副二統」が存在した。擬天皇である後亀山天皇（熙成王）が、足利義満の謀略による南北一統で上洛後、最後の内伝の天皇（美良親王）は愛知県岡崎市牧平町大門に於て三種の神器を封印して地下深く埋蔵し、天之岩戸籠りとし、皇后三浦佐久姫の姓「三浦」を名乗って三浦藤太夫と称し農民となった。三浦家は、その内伝の天皇家の嫡孫である。
1918年（大正7年）3月、15歳のとき上洛、中根正親の経営する両洋学院の4年に編入、通学の傍ら石黒観堂師に宗乗学を、井口泰温師に余乗学を、山本窺園師に漢学を、小田垣蘇堂師に国学を、ミスサウター師に英語を、毎週一回宛各邸へ参上して教えを乞い、1920年（大正9年）中学を卒業し当時、京都市左京区鹿ケ谷にあった仏教専門学校に進学、学業の傍ら更に進んで神儒仏耶の諸宗教を研鑽した。専門学校時代に、神風串呂解明のヒントを得る。1921年（（大正10年）、神戸でワシントン条約締結反対の街頭演説を英語で行う（学生による政治運動の走りか）。
1923年（大正12年）3月、仏教専門学校卒業。4月、明治大学法科に入学。9月、関東大震災に遭遇、本所陸軍省被服廠跡にて仮死せるも5日後、奇跡的に蘇生。その後、渥美勝に邂逅・師事し日本的生命観に開眼。
1924年（大正13年）6月、壮丁検査甲種合格。6月30日、父親の第11回目の命日に三浦家の系図を掘出す。系図を読み神風串呂の解明が始まる。1925年（大正14年）1月徴兵され、陸軍豊橋歩兵第18連隊第一中隊に入隊。入営中の1926年（大正15年）10月21日、遠祖長慶天皇皇統譜に登列、衝撃を受ける。11月30日、連隊第一号の下士官適任証書及び善行証書を受け除隊。12月1日、愛知県蒲郡市清田町の浄土宗西山深草派恵照山日曜院の住職に就任。
1927年（昭和2年）4月、西山専門学校の助教授に就任。錦旗会に入会。6月、教職に専念する名目で、恵照山日曜院に院代を置き、遠祖の御陵探しと東京での研鑽に専念する。この年、宮中顧問官山口鋭之助に師事し大国隆正の本学（もとつがく）を学ぶ。後の陸軍大将・荒木貞夫や真崎甚三郎が主宰する「皇国維新運動」に入る。9月、青木文献と串呂により松良天皇皇后綾子姫の御陵（静岡県浜松市天竜区船明の「上臈塚」）を発見。
1928年（昭和3年）4月、済南事変に応召。11月4日、渥美勝昇天。11月、内地帰還召集解除。12月9日、渥美勝の葬儀（於東京青年会館、葬儀委員長・頭山満）にて弔辞を読み、「陋巷の布衣の聖者を入るるべく余り濁れるこの世なるかも」という歌を捧げる。
1930年（昭和5年）、錦旗会愛知県支部長に就任、皇国維新運動で三河各地を巡講。ロンドン軍縮会議の不平等条約反対運動に打ち込む。3月、錦旗会の幹部遠藤友四郎（号無水）と衝突し錦旗会を追放される。4月～10月、土佐の仏岳山にて大玄洞紫陽道人について7ヶ月間、草根木皮を食して神仙道の修行を敢行、百束の検定に合格允可、初歩の霊感を得る。帰途阿波の鳴門海峡にて「速開都比咩」を霊感す。名古屋市中区御器所町に「大日本会本部」設立。「神道天祖教」教主「高木那忠」来りて「神道復古連盟」の顧問に招聘さる。
1931年（昭和6年）2月、霊感にて加古川の上流、千ヶ峰の中腹に「日月の滝」を発見（昭和24年までに計68回参篭禊祓の水行を敢行）。この年、田中光顕に頼んで、文部省発行の『歴代天皇御製集』（335頁）に大宝天皇の御製「九重のみぎりをめぐるみかは水すみこし末はたえじとぞ思ふ」を長慶天皇の御製として載せて貰う。昭和維新断行のため、1932年（昭和7年）、東海郷軍同志会を結成せんと愛知県、岐阜県、静岡県下で活動する。
1933年（昭和8年）春、朝拝時「天照大御神は酒は用いない」の霊示を受け以後恩賜の酒も飲まない禁酒生活を貫徹。日月の滝で禊中、神霊の導きにより8月16日、長慶院法皇崩御埋蔵の地「西山」（兵庫県加西市青野町）を発見、長慶院法皇最期の様子を天然色の映像にて霊視する。
1935年（昭和10年）1月、名古屋市昭和区御所町に中部国民道場を創立、道場長に就任。国体明徴運動を推進。1936年（昭和11年）、相沢中佐事件の公判闘争のため奔走。海軍大将山本英輔の知遇を得る。2月26日、二・二六事件の決起部隊を支援するため、東海郷軍同志会の会員に指令を発し、上京するため名古屋駅に集合（56名）するも、名古屋憲兵隊の騎馬隊に阻止される。
1937年（昭和12年）7月、「東洋平和の大方策」（支那事変処理に関する意見書）を近衛文麿に送付。10月、支那事変（日中戦争）に応召、12月1日付にて陸軍歩兵軍曹に昇進、中国各地を転戦。1938年（昭和13年）3月、黄河渡河戦にて死線を越えて奮戦。5月、腹部盲管銃創を受け内地に送還される。1939年（昭和14年）年初、名古屋陸軍病院に文部大臣荒木貞夫大将が見舞いに参上。8月傷痍軍人となり召集解除。名古屋の中部国民道場兼自宅へ帰宅。その後、名古屋市の日本碍子株式会社及び日本特殊陶業株式会社の青年学校の名誉校長に就任。
1940年（昭和15年）7月、元企画院総裁滝正雄に呼び出され軽井沢にて近衛文麿に面会し、神風串呂を実演（行ったのは「大戦防―逆面の串呂」の解明）。1941年（昭和16年）、大政翼賛会の愛知県支部練成部長・名古屋市翼賛壮年団本部総務に就任。
1946年（昭和21年）、翼賛会の人脈を生かし徳山会を結成し神国再建運動を開始するもGHQの妨害に遭い頓挫。公職追放・厳重監視処分に遭う。6月、神命により改祭復古御維新の祭祀（神道改祭復古運動）を開始。
1948年（昭和23年）4月、長慶院法皇の崩御埋葬の地「西山」の管理を所有者の近松敬次郎から任される。9月、神霊の導きと霊感によって元子内親王（小松天皇皇后小室門院）の御陵（静岡県牧之原市大寄町部ヶ谷台上の妙覚塚）を発見。11月16日、西山にて長慶院法皇540年祭を行う。
1950年（昭和25年）8月、豊川市市田町に転居。同月15日、後醍醐天皇の御神霊より御神示あり、1336年（延元元年）10月9日、比叡山に於て尊良親王に譲位せし事を告げらる。10月、（至翌年4月）三河八幡宮にて神界伝法の秘法を修得。1951年（昭和26年）夏、朝鮮戦争の停戦を祈念し伊勢神宮をはじめ神武天皇、後醍醐天皇、応神天皇、長慶院法皇の崩御埋蔵の地西山、その他歴代天皇の御陵を巡回し満50日間の断食行脚を決行。秋より三河各地を巡回し秘法祭祀を厳修（計729日間）。9月、公職追放解除。1952年（昭和27年）4月、厳重監視処分解除。
1953年（昭和28年）2月、串呂で大台風高津波を予知、陰暦8月16日以降の5日間を警戒するよう吉田茂首相と緒方竹虎に進言した。3月28日、土居靖都から「大本教のお筆先」を見せられる。6月、中部社会事業短期大学名誉講師に就任。
1955年（昭和30年）1月、皇居遷都提唱運動を開始。2月、『神風串呂第一編』の発行を皮切りに神風串呂の公表を開始。1956年（昭和31年）12月、中部社会事業短期大学講師を辞職。1957年（昭和32年）1月21日、応神天皇御陵参拝、天照大御神の御神命「柵を越えて中へ入り写真を撮影し、神皇正統嫡皇孫であることを実証せよ」に従い、応神天皇御陵を背にした三浦芳聖と衣冠束帯姿の応神天皇の神霊写真を撮影した。
1958年（昭和33年）11月、豊川市市田町諏訪林に神風串呂講究所兼自宅が建築され道場開場式を挙行。1959年（昭和34年）1月、長慶院法皇550年記念事業『学会未発表の長慶天皇の研究』を発行。4月24日、青森県・秋田県調査旅行実施、25日、金家の縁りの地にて興国天皇の神霊写真撮影。1960年（昭和35年）4月、大宝天皇480年祭を厳修。以後、神風串呂の解明と神宮御陵参拝（世界平和祈念の祭祀）に専念。
1965年（昭和40年）4月7日（旧暦3月6日）、尊良親王が第五十世の天皇である事を発表。1967年（昭和42年）7月、松良天皇550年祭を挙行。1970年（昭和45年）10月、『徹底的に日本歴史の誤謬を糺す』発行。1971年（昭和46年）3月30日、自宅にて死去、68歳。

## 著書
- 『串呂哲学第一輯－絶対真理の解明』（大竹書店、1956年）
- 『日本歴史の誤謬を正す : 神皇正統家極秘伝神風串呂に依る』（神風串呂講究所、 1968年（昭和43年））
- 『徹底的に日本歴史の誤謬を糺す－神皇正統家極秘伝の神風串呂(串呂哲学と地文学)及皇統家系譜其他文献を以て』（神風串呂講究所、 1970年（昭和45年））
- 『神風串呂』『串呂哲学』『串呂哲学と地文学』『神風串呂の解明』等、通算181号（神風串呂講究所、1955年～1971年）